# Bosch Spark Plug Grand Prix 1992
Bosch Spark Plug Grand Prix 1992 var ett race som var den femtonde deltävlingen i PPG IndyCar World Series 1992. Racet kördes den 4 oktober på Nazareth Speedway. Bobby Rahal vände sin negativa trend, och återkom till högformen från våren. Det resulterade i en mycket viktig seger för hans mästerskapsambitioner, efter att liksom 1991 besegra Michael Andretti på dennes hemmabana. Paul Tracy fortsatte övertyga med en tredjeplats, medan både Al Unser Jr. och Emerson Fittipaldi tappade mark i kampen om mästerskapet.

## Slutresultat
| Plats | Förare           | Team                     | Grid | Kvaltid |
| ----- | ---------------- | ------------------------ | ---- | ------- |
| 1     | Bobby Rahal      | Rahal-Hogan Racing       | 4    | 19,903  |
| 2     | Michael Andretti | Newman/Haas Racing       | 1    | 19,842  |
| 3     | Paul Tracy       | Penske Racing            | 2    | 20,259  |
| 4     | Scott Goodyear   | Walker Racing            | 7    | 19,997  |
| 5     | Mario Andretti   | Newman/Haas Racing       | 6    | 19,985  |
| 6     | Raul Boesel      | Dick Simon Racing        | 14   | 20,636  |
| 7     | Mario Andretti   | Newman/Haas Racing       | 6    | 19,985  |
| 8     | Scott Brayton    | Dick Simon Racing        | 8    | 20,087  |
| 9     | Eddie Cheever    | Chip Ganassi Racing      | 9    | 20,096  |
| 10    | Scott Pruett     | Truesports Co.           | 10   | 20,360  |
| 11    | Al Unser Jr.     | Galles-Kraco Racing      | 13   | 20,506  |
| 12    | Al Unser         | Marlboro Team Penske     | 17   | 20,974  |
| 13    | Christian Danner | Euromotorsport           | 22   | 22,016  |
| 14    | Hiro Matsushita  | Dick Simon Racing        | 18   | 21,122  |
| 15    | Buddy Lazier     | Leader Cards Racing      | 19   | 21,414  |
| 16    | Mike Groff       | A.J. Foyt Enterprises    | 12   | 20,499  |
| 17    | Danny Sullivan   | Galles-Kraco Racing      | 11   | 20,422  |
| 18    | John Andretti    | Hall/VDS Racing          | 5    | 19,946  |
| 19    | Ted Prappas      | P.I.G. Racing            | 15   | 20,648  |
| 20    | Dennis Vitolo    | Dale Coyne Racing        | 20   | 21,600  |
| 21    | Stefan Johansson | Bettenhausen Motorsports | 16   | 20,861  |
| 22    | John Jones       | Arciero Racing           | 21   | 21,759  |
| 23    | Guido Daccò      | Euromotorsport           | 23   | 24,872  |